# Château Peychotte
Pour les articles homonymes, voir Maison carrée (homonymie).
Le château Peychotte, appelé également Maison carrée d'Arlac, est une ancienne folie de style néoclassique située sur la commune de Mérignac en Gironde.
Le bâtiment, classé monument historique depuis le 21 mars 1983, devrait être transformé en Maison des arts d'ici 2027.

## Historique
En 1720, François Mendès achète aux Pinel le domaine d'Arlac. Puis, Joseph Mendès, fils du précédent, vend la propriété en 1768 à son neveu Samuel Charles Peixotto, banquier juif d'origine portugaise dont le nom fut francisé en Peixotte ou Peychotte.
Sur le domaine, Samuel Peixotto fait édifier de 1785 à 1789 un château, surnommé la « Maison carrée » par les habitants du quartier. Les plans, exemple type des grandes demeures néo-palladiennes édifiées dans la périphérie pour la grande bourgeoisie de l'époque, sont réalisés par l'architecte Jean-Baptiste Dufart.
À la suite de spéculations immobilières qui tournent mal, Samuel Peixotto est presque ruiné au moment de sa mort en 1805. Des parents de la famille, les Rodrigues-Henriquez, rachètent le domaine aux enchères en 1810.
En 1827, le professeur de médecine Élie Gintrac achète le domaine. Il s’occupe alors d’un procédé de culture des vers à soie et aménage un vivarium pour recueillir les venins de serpents.
De 1891 à 1941, le domaine change deux fois de propriétaires. Madame Goudal y installe un hôpital militaire pendant la Première Guerre mondiale.
Le château est occupé par les Allemands de 1940 à 1944.
En 1962, la propriété est acquise par un promoteur immobilier qui laisse la maison à l'abandon et sans surveillance.
Le bâtiment est classé monument historique le 21 mars 1983.
Finalement, en 1990, la ville de Mérignac rachète le domaine, pour un franc symbolique, à la S.C.I. Peychotte - Les jardins de Saint-Augustin. D'importantes restaurations sont alors financées par la commune, la DRAC, le Conseil général et la région Aquitaine.
Le site doit accueillir une Maison des arts dont l’ouverture est prévue début 2027.

## Présentation
L'édifice, de plan « massé » et de style palladien, situé sur une colline, comprend un salon « en rotonde » sur deux niveaux, couvert d'une coupole surbaissée à décor peint.
Les pièces de l'étage sont desservies par un escalier dérobé, adroitement masqué dans le raccord du cercle du salon et du rectangle du vestibule. Ces pièces desservent les chambres de l'étage ainsi qu'une galerie circulaire surplombant le salon en rotonde et destinée à recevoir les musiciens.
Contrastant avec l'austérité de la façade nord, la majestueuse façade sud est ornée d'une colonnade corinthienne semi-circulaire, surplombant un escalier monumental aux marches convexes.
L'ensemble dominait un parc paysager encore presque intact au seuil des années 1980 mais aujourd'hui largement entamé et dénaturé par l'urbanisation immobilière.
Après de nombreuses années d'abandon et de multiples projets immobiliers convoitant son vaste parc, la villa, très dégradée, a finalement été rachetée en 1990 par la ville de Mérignac qui a entrepris sa restauration.
La Maison carrée d'Arlac aurait inspiré le modèle du château de Rastignac, un château néo-classique situé à La Bachellerie, en Dordogne et de la Maison-Blanche à Washington.

## Galerie

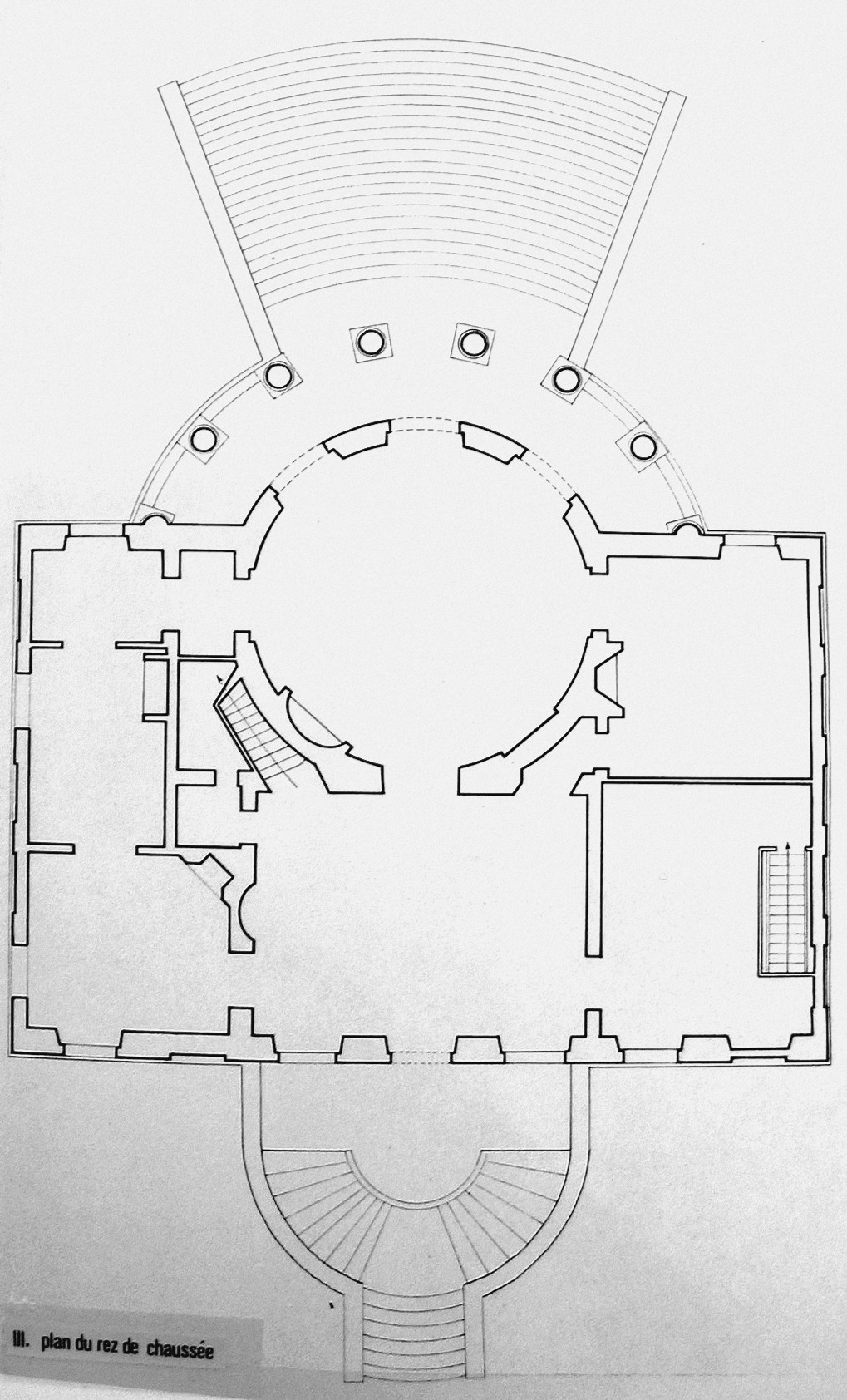
Plan du rez-de-chaussée.
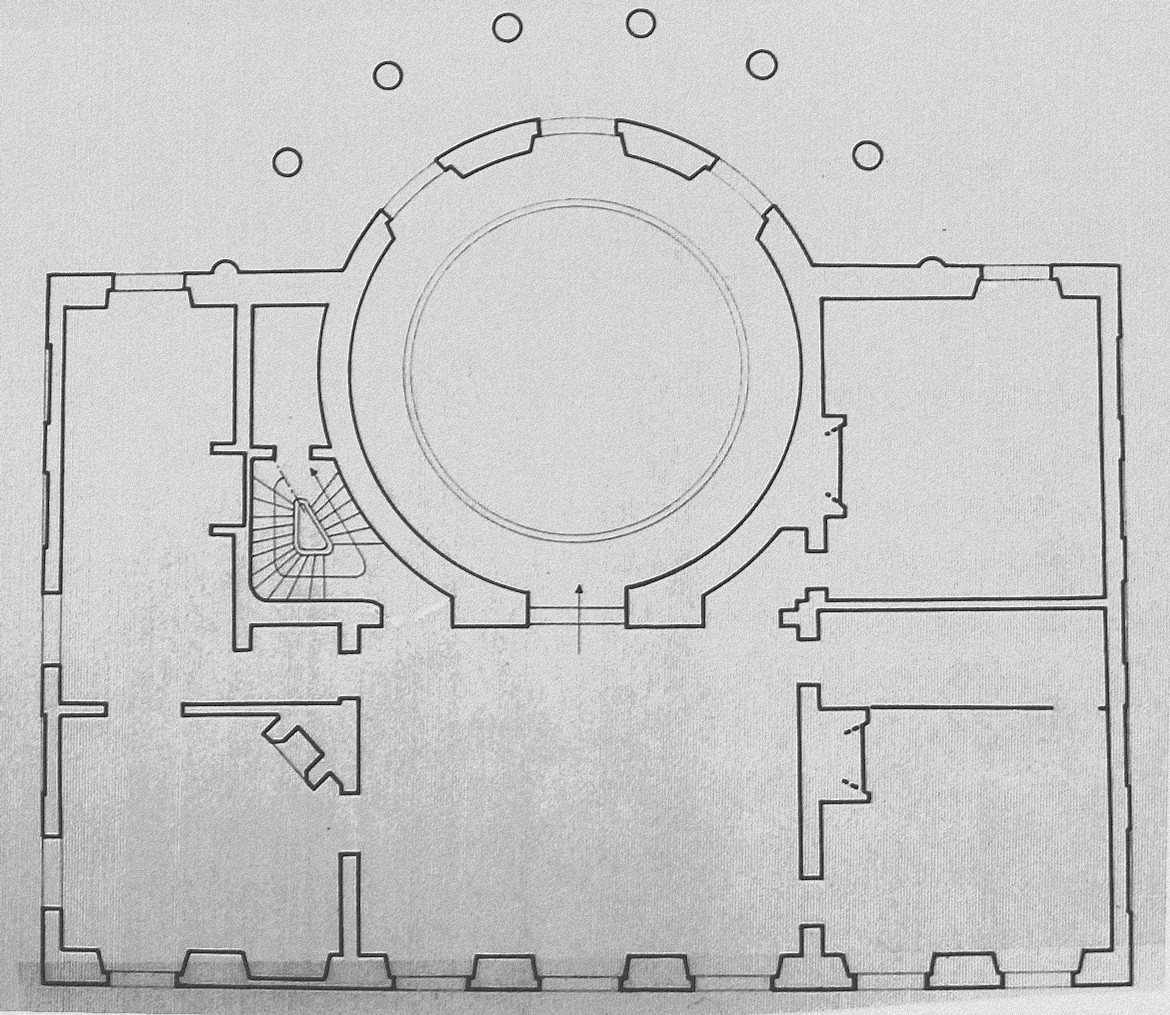
Plan du premier étage.
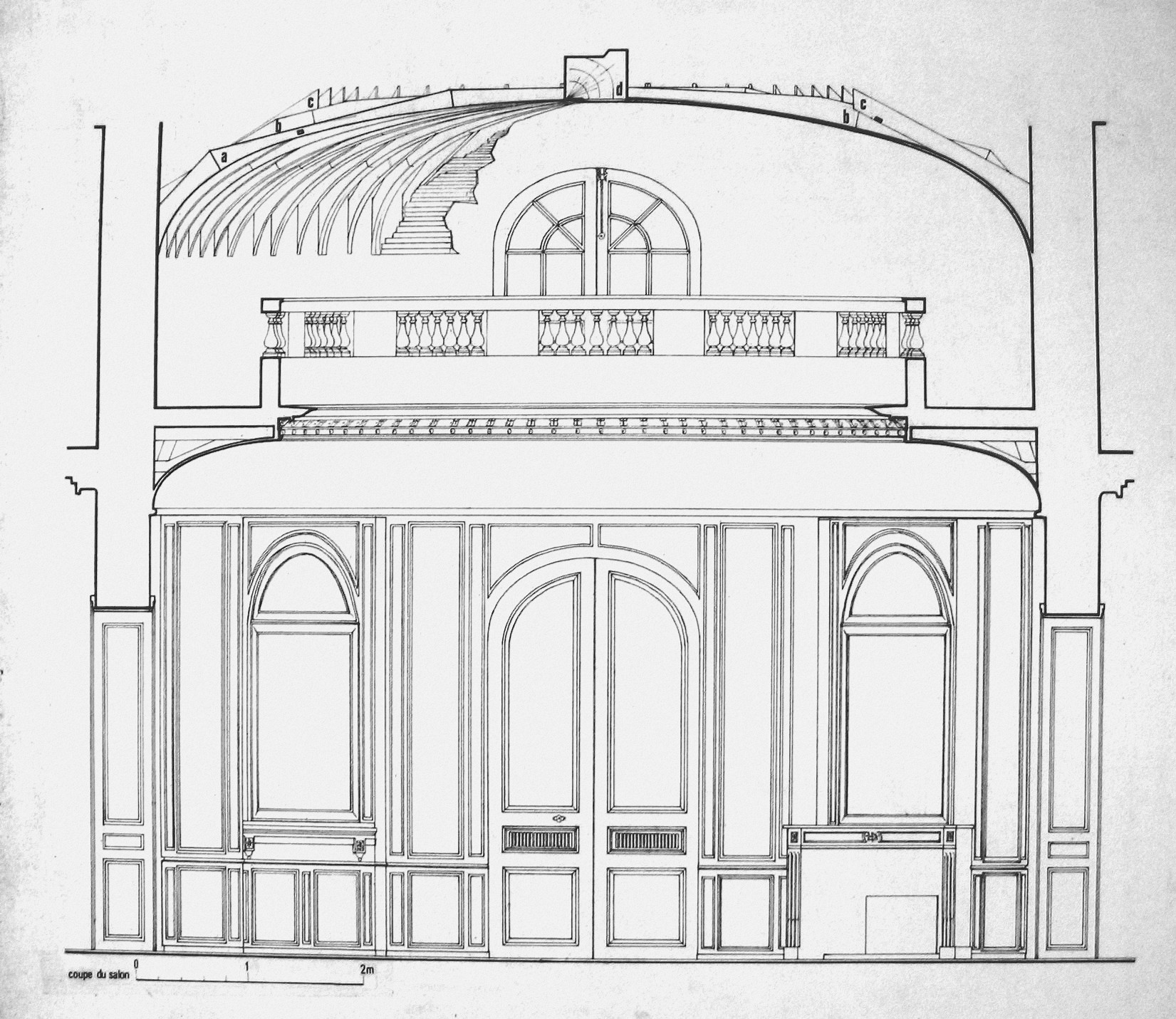
Coupe sur le grand salon.
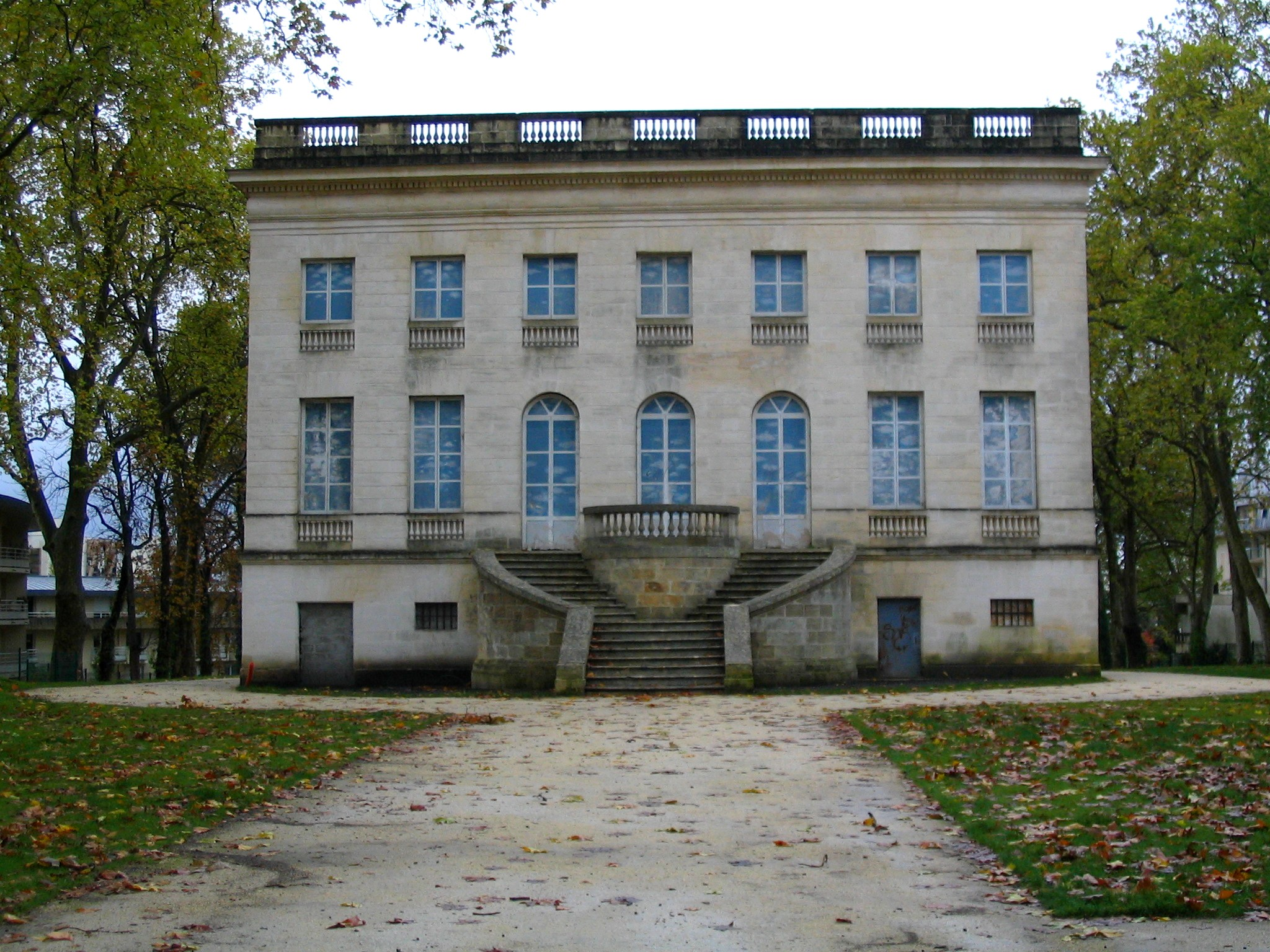
Façade nord.
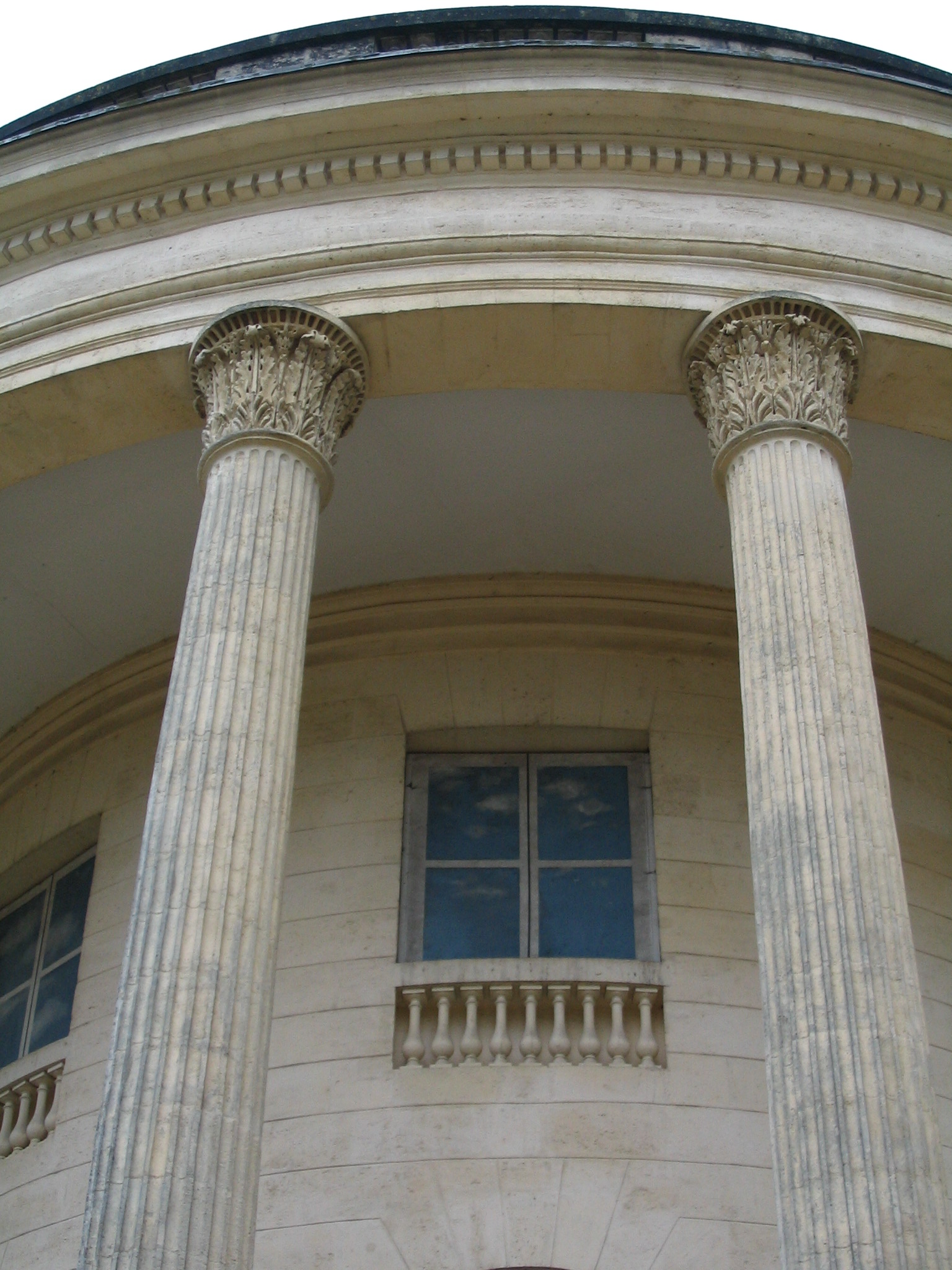
Maison carrée d'Arlac.
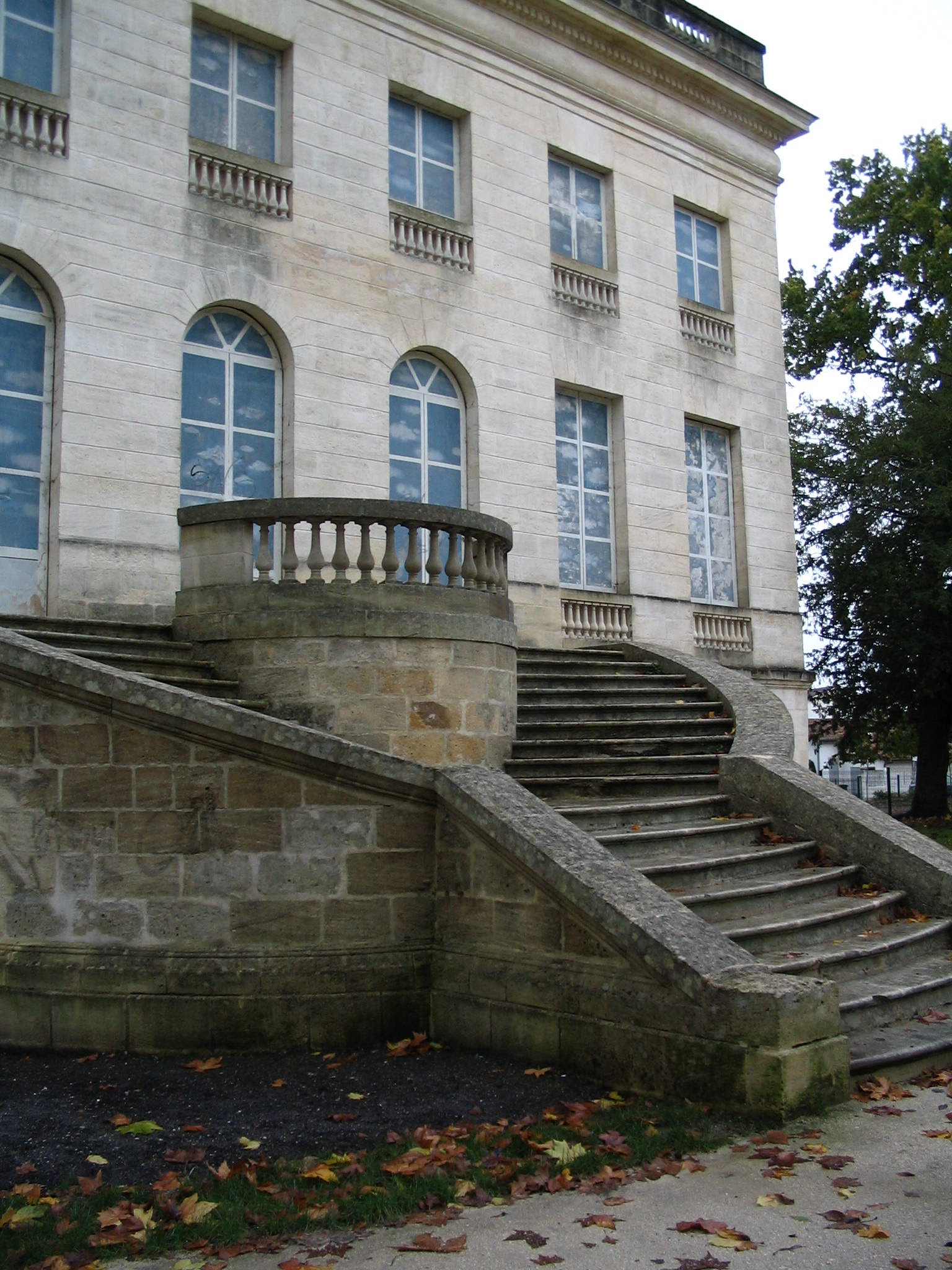
Maison carrée d'Arlac.